# Elmer Gantry
Elmer Gantry és una pel·lícula estatunidenca dirigida per Richard Brooks, estrenada el 1960, es basa en la novel·la del mateix nom de Sinclair Lewis i la protagonitzen Burt Lancaster i Jean Simmons. Lancaster va guanyar un Oscar per a la seva actuació. La pel·lícula presenta menys de cent pàgines de la novel·la, s'hi van suprimir molts personatges i canviar el personatge i accions de l'evangelista femenina Sharon Falconer, paper que interpreta Simmons. La història té una semblança amb la veritable Sor Aimee Semple McPherson. Ha estat doblada al català.

## Argument
Elmer Gantry és un petit comerciant poc honest. Trobant un grup de germanes, i s'enamora de Sharon Falconer. Seduït, esdevé honest comerciant. Però una prostituta i un periodista es creuen en el seu camí...

## Repartiment
- Burt Lancaster: Elmer Gantry
- Jean Simmons: Sor Sharon Falconer
- Arthur Kennedy: Jim Lefferts
- Dean Jagger: William l. Morgan
- Shirley Jones: Lulu Bains
- Patti Page: Sor Rachel
- Edward Andrews: George Babbitt
- John McIntire: Rev. John Pengilly
- Hugh Marlowe: Rev. Philip Garrison
- Joe Maross: Pete
- Marjorie Stapp: Dona de vermell
- Dayton Lummis: Eddington
- Rex Ingram: Predicador negre
- John Qualen: Sam Magasinier
- Larry J. Blake: Mac el barman
- Peter Brocco: Benny, fotògraf
- Dale van Sickel: Llançador d'ous
- Robert p. Lieb: capità de policia
- Guy Wilkerson: Borratxo / escombriaire
- Barry Kelley: Cap policia Holt
- Harry Antrim: Home al saló
- Sally Fraser: Prostituta

## Premis i nominacions

### Premis
- 1961. Oscar al millor actor per Burt Lancaster
- 1961. Oscar a la millor actriu secundària per Shirley Jones
- 1961. Oscar al millor guió adaptat per Richard Brooks
- 1961. Globus d'Or al millor actor dramàtic per Burt Lancaster

### Nominacions
- 1961. Oscar a la millor pel·lícula
- 1961. Oscar a la millor música per André Previn
- 1961. Globus d'Or a la millor pel·lícula dramàtica
- 1961. Globus d'Or al millor director per Richard Brooks
- 1961. Globus d'Or a la millor actriu dramàtica per Jean Simmons
- 1961. Globus d'Or a la millor actriu secundària per Shirley Jones
- 1961. BAFTA a la millor pel·lícula
- 1961. BAFTA al millor actor estranger per Burt Lancaster
- 1961. BAFTA a la millor actriu estrangera per Jean Simmons